# Marian Eleganti

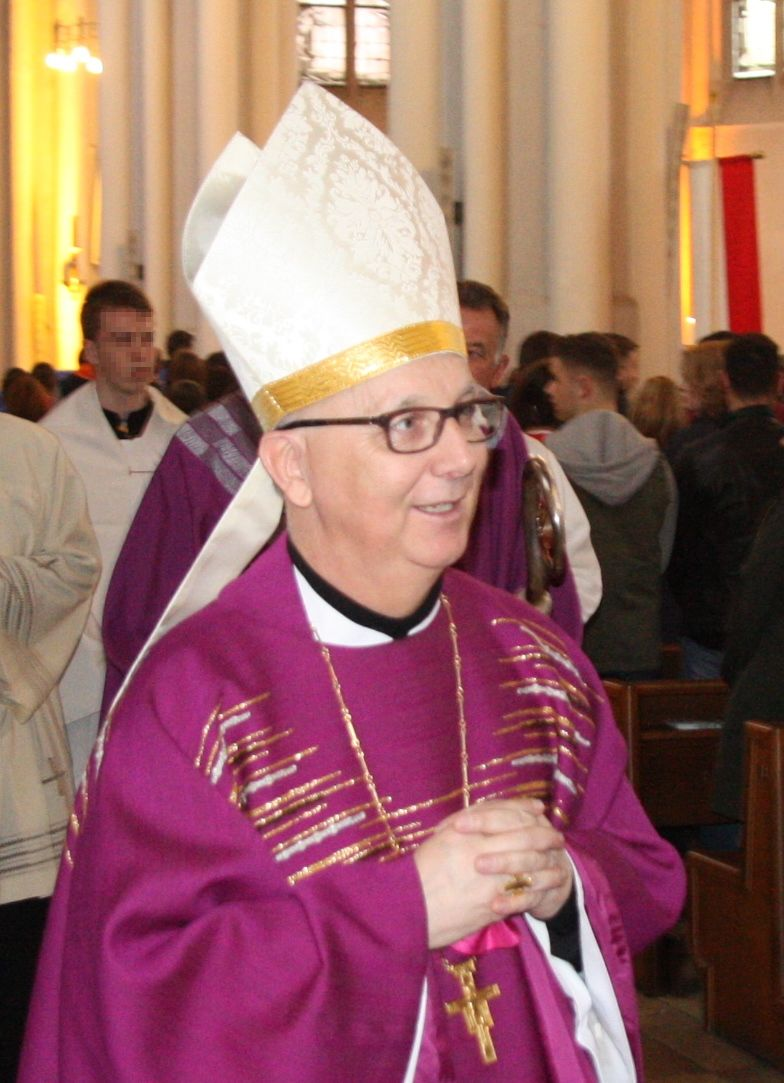
Weihbischof Marian Eleganti beim Diözesanen Weltjugendtag in Berlin (2014)

Wappen des Weihbischofs

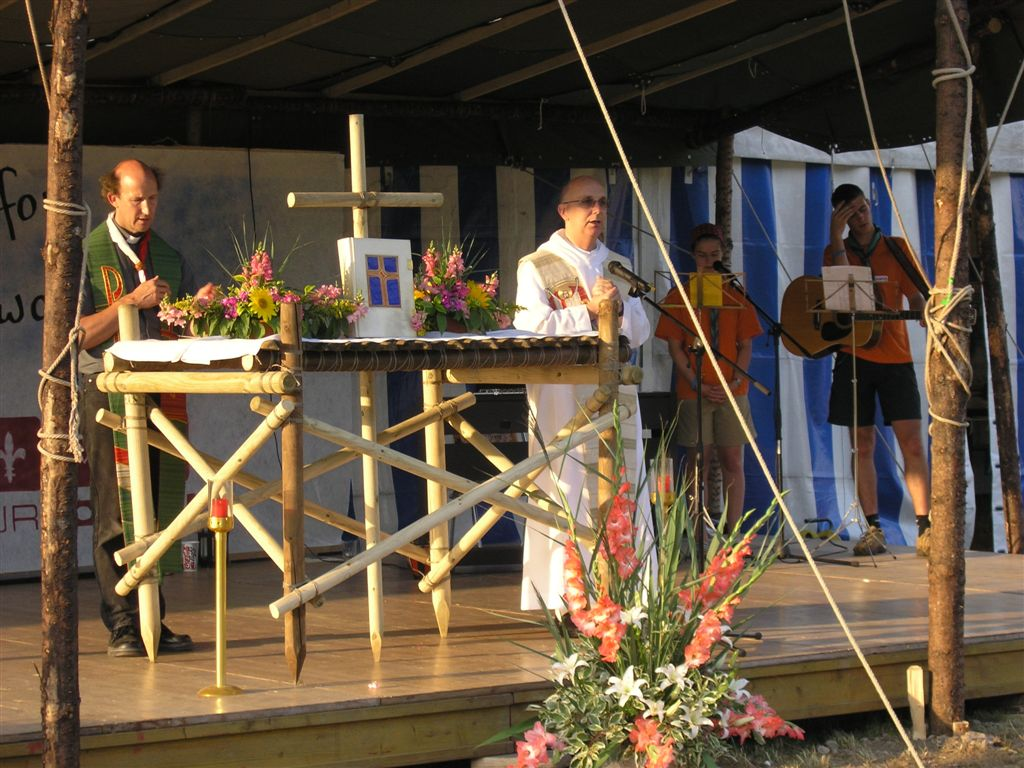
Abt Marian Eleganti (2006)

Marian Eleganti OSB (* 7. April 1955 in Uznach, Kanton St. Gallen) ist ein Schweizer Missionsbenediktiner, römisch-katholischer Theologe und emeritierter Weihbischof im Bistum Chur. Von 1999 bis 2009 war er Abt der Abtei St. Otmarsberg.

## Leben

### Werdegang
Eugen Eleganti wurde geboren als zweites von vier Kindern des Bauunternehmers Eugen Eleganti d. Ä. und der Irma Eleganti geb. Egli. Er besuchte ab 1967 die benediktinische Stiftsschule Einsiedeln, die er 1974 mit der Matura Typus B abschloss. Im selben Jahr trat er der Ordensgemeinschaft der Benediktiner im Kloster Einsiedeln bei und legte 1975 die zeitliche Profess ab, wo er den Ordensnamen David annahm.
1978 trat er aus dem Kloster aus und wurde wie Gebhard Paul Maria Sigl Mitglied der Gemeinschaft Werk des Heiligen Geistes um den von 1979 bis 1991 wegen Ungehorsams suspendierten österreichischen Priester Joseph Seidnitzer in Rom. Ebenda setzte Eleganti seine Ausbildung fort und studierte katholische Theologie an der Päpstlichen Lateranuniversität. 1990 trat er aus der Gemeinschaft aus. Es war zum «offenen Bruch» mit Seidnitzer gekommen. Über seine Mitgliedschaft in der Gemeinschaft sagte er 2010: «Ich weiss, wie schnell man sich auf der Suche nach Wahrheit verirren kann.»
1990 trat er schliesslich in die Abtei der Missionsbenediktiner in St. Otmarsberg in Uznach ein, wo er den Ordensnamen Marian annahm. 1994 beendete er sein Theologiestudium in Salzburg. Am 2. Oktober 1994 legte er seine Profess ab, wurde am 16. November 1994 durch Bischof Otmar Mäder zum Diakon geweiht und empfing am 23. Juni 1995 durch den Bischof von St. Gallen, Ivo Fürer, die Priesterweihe. 2003 wurde er an der Paris-Lodron-Universität Salzburg mit einer Arbeit über den Wahrheitsbegriff bei Romano Guardini mit summa cum laude zum Dr. theol. promoviert. 2009 war er ein Befürworter des Minarettverbotes.

### Abt
Am 15. Juli 1999 wählten ihn die Mönche der Abtei St. Otmarsberg, der jüngsten Abtei der Schweiz, zum zweiten Abt des Klosters. Er folgte in diesem Amt auf Ivo Auf der Maur. Die Benediktion erhielt er durch Bischof Ivo Fürer am 29. August 1999.
Die Missionsbenediktiner in Uznach gehören zur Benediktinerkongregation von St. Ottilien bei München mit Niederlassungen in Europa, Ost-, West- und Südafrika, Südamerika, Kuba und den USA, Indien, Korea, China, Kasachstan und den Philippinen.

### Weihbischof
Am 7. Dezember 2009 ernannte ihn Papst Benedikt XVI. zum Titularbischof von Lamdia und zum Weihbischof in Chur. Die Bischofsweihe spendete ihm am 31. Januar 2010 der Churer Bischof Vitus Huonder in der Kathedrale St. Maria Himmelfahrt;  Mitkonsekratoren waren der Apostolische Nuntius in der Schweiz und in Liechtenstein, Erzbischof Francesco Canalini, und der emeritierte Bischof von Chur, Amédée Grab OSB.
Zum 1. Februar 2010 wurde er Bischofsvikar im regionalen Generalvikariat für die Kantone Zürich und Glarus, mit der Zuständigkeit für die Pastoral, die Repräsentation und die Verwaltung. Als Nachfolger Denis Theurillats wurde er im Auftrag der Schweizer Bischofskonferenz Schweizer Jugendbischof, seit 2011 nur noch für die deutschsprachige Schweiz und das Tessin. Von diesem Amt trat er Anfang März 2018 wegen Unstimmigkeiten mit den anderen Bischöfen der Konferenz über die Jugendsynode im Herbst 2018 zurück. Sein Nachfolger als Jugendbischof, nun wieder für die gesamte Schweiz, wurde Alain de Raemy.
Vom 23. Februar 2011 bis zum 1. Juli 2014 war er als Nachfolger von Ernst Fuchs Regens des Priesterseminars St. Luzi in Chur. Ab dem 7. April 2011 war er Bischofsvikar für die Ordensleute und klösterlichen Gemeinschaften sowie für die philosophisch-theologische Ausbildung und für die Fortbildung sowie Weiterbildung der Seelsorger.
Eleganti hatte 2019 gegenüber dem Papst seinen Amtsverzicht erklärt. Papst Franziskus nahm diesen Verzicht zeitgleich mit der Ernennung des neuen Bischofs von Chur, Joseph Maria Bonnemain, im Februar 2021 an. Er wurde mit dem 15. Februar 2021 rechtskräftig.

## Kontroversen
Heftig kritisiert wurden Aussagen Elegantis in einem von dem Portal kath.net am 10. März 2020 veröffentlichten Video sowie einem dazu am 15. März geführten Interview mit Roland Noé. Eleganti stellte darin einen Zusammenhang zwischen der COVID-19-Pandemie und dem Verhalten von Ländern und einzelnen Menschen her. Er rief zur Bekämpfung der Erkrankung durch Gebet, Busse, Umkehr und Gottesvertrauen auf und verwies auf das Vorbild von Heiligen wie Karl Borromäus oder Gregor dem Grossen in ähnlichen Epidemie-Situationen. Vorbeugende Massnahmen der Kirchen gegen die Pandemie wie Hygienevorschriften bezeichnete er als Kapitulation des Glaubens vor dem Virus. Insbesondere vom Kommunionempfang könne nach seinem Gefühl keine Ansteckungsgefahr ausgehen, da er überzeugt sei, dass Gott die Gläubigen auf übernatürliche Weise davor schütze, durch den Empfang der Sakramente Schaden zu nehmen. Dem widersprachen sowohl die Schweizer Bischofskonferenz als auch die Zürcher Gesundheitsdirektion; die Synodalratspräsidentin der Zürcher Katholiken nannte Elegantis Thesen «zynisch». Indirekte Kritik äusserte auch der Bamberger Erzbischof Ludwig Schick aus Deutschland. Der Apostolische Administrator des Bistums Chur, Peter Bürcher, wies Eleganti am 17. März 2020 an, er dürfe sich nur noch im Einvernehmen mit ihm und dem Mediensprecher des Bistums, Giuseppe Gracia, öffentlich zu dem Thema äussern, da er mit seinen nicht abgesprochenen Äusserungen «bei den Gläubigen und in der Öffentlichkeit Verwirrung über die diesbezügliche Haltung des Bistums Chur» gestiftet habe. Ende März 2021 bekannte sich Eleganti dazu, ein Impfskeptiker zu sein.
Bei Anhängern reformatorischer Kirchen meint Eleganti den Verlust, ein Abrücken und schliesslich die Aufgabe des christlichen Glaubens feststellen zu können.

## Ehrungen
- Ehren-Konventualkaplan der Helvetischen Assoziation des Malteserordens
- Mitglied der Europäischen Akademie der Wissenschaften und Künste in der Klasse VII-Weltreligionen (2012)